# Eho
Eho (grč. Ἠχώ, Êkhố) u grčkoj mitologiji bila je Oreada, planinska nimfa lijepa glasa koji je jako voljela.

## Mitologija

### Eho i Hera
Nimfa Eho imala je posao odvraćanja Herine pažnje dok ju je Zeus varao, hvaleći je i laskajući joj. Sumnjičava je Hera jednom prekinula Eho i sišla s Olimpa i pronašla Zeusa, u obličju patke, kako s nimfama vodi ljubav u polju. Kad je Hera otkrila prijevaru, proklela je Eho da može govoriti samo riječi drugih. Otud i sinonim za jeku = eho.
Ovidijeva inačica mita govori da je Zeus zaposlio Eho da zabavlja Heru dok on nastavlja s preljubima. Hera je razotrkila prijevaru te ju je kaznila tako da može ponavljati samo posljednje riječi rečenica drugih ljudi, a sama nije mogla govoriti te je tako lišena onog što je najviše voljela - svoga glasa.
Druga pak inačica mita govori da je Eho voljela ogovarati te se Hera razljutila zato što joj je stalno govorila o Zeusovim prijevarama te ju je kaznila.

### Eho i Narcis
Nimfa Eho zaljubila se u mladića Narcisa koji je bio toliko prekrasan da bi se svaki mladić ili djevojka istog trena zaljubili u nj. No, Narcis je bio bezosjećajan te nije nikoga volio. Jednog ga je dana srela i Eho te se zaljubila. Budući da nije mogla razgovarati s njim, slijedila ga je samo da ga vidi, ali dovoljno daleko da ne bude viđena.
Narcis se izgubio i povikao: "Ima li koga ovdje?" Eho, nimfa jeke, uzvratila je: "Ovdje, ovdje, ovdje." Narcis je zatražio osobu da se pokaže te je Eho to i učinila. Nije mogla govoriti pa mu je rukama pokazala koliko ga voli. Narcisu se nije sviđalo što ga toliko ljudi voli te ju je odbio. Eho, slomljena srca, molila se Afroditi da je usmrti. Njezina je molitva uslišena, ali Afroditi se svidio njezin glas pa ga je pustila da zauvijek živi kao jeka.

### Eho i Pan
Eho je bila nimfa, velika pjevačica i plesačica, koja je odbijala ljubav bilo kojeg muškarca. To je naljutilo Pana, razvratnog boga, te je naredio svojim sljedbenicima da je ubiju. Eho je rastrgana u komade te proširena po cijeloj Zemlji. Geja, boginja Zemlje, primila je dijelove njezina tijela te oni i danas ponavljaju, kao jeka, posljednje riječi drugih ljudi.
U nekim inačicama mita Eho i Pan prije njezine smrti imali su kći Jambu, boginju stihova.

## Vanjske poveznice
- Eho u klasičnoj literaturi i umjetnosti (engl.)
- Eho u grčkoj mitologiji (engl.)